# ميخائيل أورلوف
ميخائيل أورلوف هو منافس ألعاب قوى روسي، ولد في 25 يونيو 1967.

## روابط خارجية
- ميخائيل أورلوف على موقع الاتحاد الدولي لألعاب القوى (الإنجليزية)